# أغول (داغستانيون)
الأغول هم مجموعة عرقية تنحدر من قبائل الداغستان والكل من المجموعة القفقاسية، ويعتر الأغول من السكان الأساسيين في داغستان.

## السكان
يعتبر الأغول من الأقليات القومية العرقية، ويتمركز الأغول في وسط وجنوب داغستان.ويعمل معظمهم بالزرعة وتربية المواشي.ويمتلكون لغتهم الخاصة وتدعى الأغولية.وينقسم الأغول بدورهم إلى أربعة فروع (تابيق  · ريتشا · بركخان · خوديتا)

### وصلات خارجية
- الأغول في موقع أنسرز